# Чистопольское сельское поселение (Кировская область)
Чистопольское сельское поселение — муниципальное образование в составе Котельничского района Кировской области России.
Административный центр — Чистополье.

## История
Чистопольское сельское поселение образовано 1 января 2006 года согласно Закону Кировской области от 07.12.2004 № 284-ЗО.

## Население
| 2010 | 2012 | 2013 | 2014 | 2015 | 2016 | 2017 |
| ---- | ---- | ---- | ---- | ---- | ---- | ---- |
| 298  | ↘280 | ↘274 | ↘259 | ↘241 | ↘225 | ↘213 |
| 2018 | 2019 | 2020 | 2021 |      |      |      |
| ↘201 | ↘191 | ↘185 | ↘133 |      |      |      |

## Населенные пункты
На территории поселения находится 5 населённых пунктов (население, 2010):
- село Чистополье — 250 чел.;
- деревня Григорьево — 6 чел.;
- деревня Изиповка — 7 чел.;
- деревня Красное — 35 чел.;
- деревня Косолапово — 0 чел.